# Haris Vučkić
Haris Vučkić (Lubiana, 21 agosto 1992) è un calciatore sloveno, attaccante del Domžale.

## Carriera

### Club
Dopo aver giocato una stagione con il Domžale, nel 2009 si trasferisce in Inghilterra al Newcastle Utd. Dopo svariati anni passati in prestito in vari club del Regno Unito, nel 2017 si accasa fra le file del Twente.

## Palmarès

### Club

#### Competizioni nazionali
- Football League Championship: 2

Newcastle Utd: 2009-2010, 2016-2017
- Football League One: 1

Wigan: 2015-2016
- Eerste Divisie: 1

Twente: 2018-2019
- Thai League 1: 1

Buriram United: 2022-2023
- Thai FA Cup: 1

Buriram United: 2022-2023